# Hokuto (Hokkaidō)
Hokuto (北斗市, Hokuto-shi) é uma cidade do Japão localizada no centro da subprovíncia de Oshima, Hokkaido. Foi fundada em 1 de fevereiro de 2006 a partir da fusão das cidades de Kamiiso e Ōno. Hokuto é a terceira cidade a ser estabelecida em Oshima (a segunda, Kameda, deixou de existir, sendo dissolvida apenas dois anos após sua fundação em 1971). Hokuto é a segunda maior cidade de Oshima em população, atrás apenas de Hakodate.

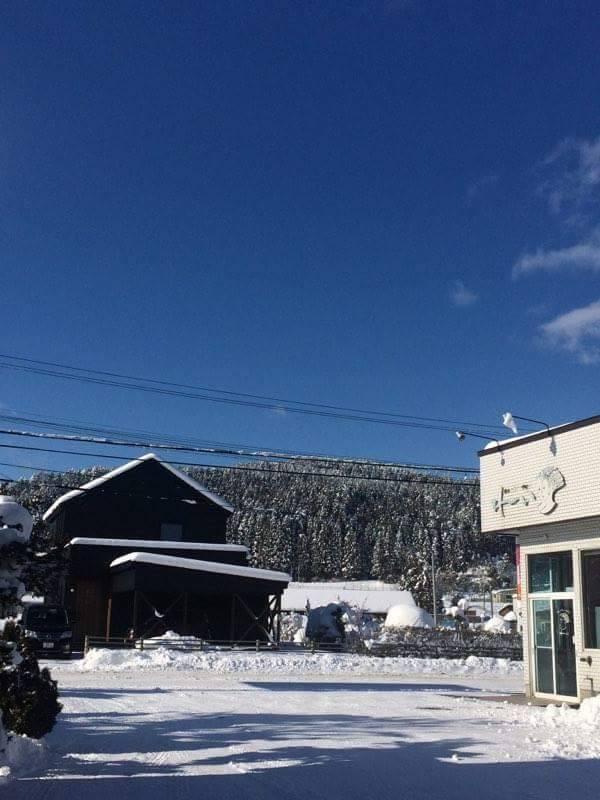
Vista da cidade no inverno.

Em 31 de março de 2008 a cidade tinha uma população estimada em 30 145 habitantes e uma densidade populacional de 124,5 h/km². Tem uma área total de 397,30 km².
Recebeu o estatuto de cidade em 1 de fevereiro de 2006.

## Geografia
Hokuto se localiza no centro de Oshima, uma península no sul de Hokkaido. A porção sudeste é formada majoritariamente por planícies e a parte ocidental é mais montanhosa. O sul é banhado pela Baía de Hakodate. O Rio Ōno corta a ciadade de norte a sul.
Clima: Hokuto tem um clima temperado com as 4 estações do ano bem definidas.
- Montanha: Katsuratake (734m)
- Rios: Rio Ōno, Rio Hekirichi
- Lago: Kamiiso
- Parques florestais: Hachirounuma Koen